# Colotois castinearia
Colotois castinearia är en fjärilsart som beskrevs av Lambert-Joseph-Louis Lambillion 1905. Colotois castinearia ingår i släktet Colotois och familjen mätare. Inga underarter finns listade i Catalogue of Life.